# トーマス・ライター
トーマス・アルトゥール・ライター（Thomas Arthur Reiter、1958年3月23日 - ）は、ドイツ人の宇宙飛行士で、ドイツ空軍大佐。2008年現在、通算宇宙滞在時間記録25位。ニーダーザクセン州オルデンブルク近郊に在住。
1982年にドイツ連邦軍大学ミュンヘン校で航空工学の卒業証書を得た。ドイツとテキサス州でパイロットとしての訓練を積んだ。
1995年に、「ユーロミール95」プログラムによりソユーズTM-22で宇宙ステーション・ミールを訪れた。179日の滞在期間中に2回の船外活動を行い、ドイツ人で最初の宇宙遊泳経験者となった。
1996年から1997年にかけて、ソユーズ宇宙船が3人のクルーを乗せて宇宙から帰還する際の指揮官となる資格を得るための訓練を受けた。
2006年に、6ヶ月の予定で国際宇宙ステーション (ISS) 第13次長期滞在クルーとしてSTS-121（ディスカバリー）で飛び立った。打ち上げは7月1日の予定だったが、悪天候のため7月2日へ、さらに7月4日へ延期された。滞在期間の後半は第14次長期滞在と重なり、STS-116（ディスカバリー）で地球へ帰還した。
ISS滞在ミッションは、欧州宇宙機関が「アストロラブ」として計画したものだった。
ライターの通算宇宙滞在時間は350日で、アメリカ人およびロシア人以外では最も長い。
2007年8月8日、ドイツ航空宇宙センターの理事会に名を連ねることになった。